# Deep Water (mini-série)
Pour les articles homonymes, voir Deep Water et Deep Waters.
Deep Water est une série dramatique policière australienne  sur SBS à partir du 5 octobre 2016. Cette mini-série en quatre parties est une production de Blackfella Films , dirigée par Shawn Seet avec le directeur de la photographie Bruce Young .
Le drame est basé sur les meurtres haineux historiques et non résolus de 30 à 80 homosexuels dans la banlieue est de Sydney et sur les plages dans les années 1980 et 1990. SBS a diffusé un documentaire sur ces événements, Deep Water: The Real Story (2016), en conjonction avec la mini-série.

## Synopsis
Les détectives Tori Lustigman (Yael Stone) et Nick Manning (Noah Taylor) se voient attribuer une affaire de meurtre brutal à Bondi . Ils commencent à découvrir de plus en plus de preuves suggérant que le meurtre est lié à une série de morts inexpliquées, de «suicides» et de disparitions d'homosexuels au cours des années 1980 et 1990. Hantée par la disparition de son frère adolescent, Tori est fascinée par l'affaire et devient vite obsédée par celle-ci. Lorsque des meurtres plus rituels se produisent et ont la même signature bizarre, Tori et Nick mettent leurs relations, leur carrière et leur vie en jeu pour révéler la vérité.

## Distribution
- Yael Stone : Tori Lustigman
- Noah Taylor : Nick Manning
- William McInnes : Peel, inspecteur en chef
- Danielle Cormack : Brenda MacIntosh
- Jeremy Lindsay Taylor : Oscar Taylor
- Craig McLachlan : Kyle Hampton
- Dan Spielman (en) : Rhys Callahan
- Ben Oxenbould : Chris Toohey
- Fletcher Humphrys : Brett Odonoahue
- Mitchell Butel : Thomas Katz
- John Brumpton : Eddie Mac
- Caroline Brazier : Tina Toohey
- Geoff Morrell : Don Lustigman